# L'habitació en forma d'ela
L'habitació en forma d'ela (títol original en anglès: The L-Shaped Room) és una pel·lícula britànica dirigida per Bryan Forbes, estrenada el 1962. Ha estat doblada al català.

## Argument[2]
Jane Fosset, una francesa a la trentena, marxa cap a Londres on té una aventura amb un jove actor a l'atur que troba al carrer. Lloga una habitació moblada en forma de L en una pensió llastimosa en el barri de Notting Hill i, descobrint que està embarassada, considera avortar. Després d'una consulta amb un ginecòleg de fortuna, decideix tenir el fill. Té una relació amorosa amb Toby, un arrendatari de la pensió i escriptor en crisi d'inspiració. La seva història d'amor desagrada a Johnny, un músic de jazz veí de Jane i amic de Toby. Johnny sap que Jane està embarassada, ja que ho sent tot a través de l'envà, prim com un paper. Revela l'embaràs de Jane a Toby que la deixa brutalment.
Desesperada, Jane intenta avortar empassant-se píndoles. La seva temptativa fracassa i, finalment, amb alleujament accepta el seu embaràs. Toby torna, però refusa la paternitat del nen. Ret visita a Jane a l'hospital on ha parit i li presenta el manuscrit que acaba d'acabar, una història titulada  La Cambra en forma de L . Després de sortir de l'hospital i abans de tornar a França, Jane passa a la pensió on deixa una petita nota per Toby, dient-li que la història que ha escrit és encantadora, però que no és acabada...

## Repartiment
- Leslie Caron: Jane Fosset
- Tom Bell: Toby
- Brock Peters: Johnny
- Cicely Courtneidge: Mavis
- Emlyn Williams: El Doctor Weaver
- Anthony Booth: l'home de rencontre
- Avis Bunnage: Doris
- Patricia Phoenix: Sonia
- Mark Eden: Terry
- Bernard Lee: Charlie
- Kay Walsh (no surt als crèdits): una prostituta

## Premis i nominacions

### Premis
- 1963: BAFTA a la millor actriu per Leslie Caron
- 1964: Globus d'Or a la millor actriu dramàtica per Leslie Caron

### Nominacions
- 1963: BAFTA a la millor pel·lícula
- 1964: Oscar a la millor actriu per Leslie Caron
- 1964: Premi Samuel Goldwyn dels Globus d'Or